# Тактична ядерна зброя
Тактична ядерна зброя (ТЯЗ; англ. tactical nuclear weapon), або нестратегічна ядерна зброя (НСЯЗ) — тактичні ядерні боєприпаси для ураження великих цілей і скупчень сил противника на фронті та найближчих тилах.
На відміну від стратегічної ядерної зброї, тротиловий еквівалент тактичних боєзарядів зазвичай не перевищує кількох кілотон, а часто буває навіть менше однієї кілотонни. Однак однозначного визначення тактичної ядерної зброї, що відокремлює її від стратегічної, не існує. ТЯЗ може існувати у вигляді вельми широкої номенклатури боєприпасів — авіаційних бомб, головних частин ракет (оперативно-тактичного та тактичного класу), артилерійських снарядів, мін, глибинних бомб, торпед і т. д. Тактична ядерна зброя є на озброєнні у всіх ядерних держав крім Великої Британії, яка залишила ядерну зброю лише стратегічного класу (хоча в минулому ТЯЗ була і в неї).

## Історія
Спочатку ядерна зброя була засобом виключно стратегічного застосування, що обумовлювалося як її винятковою потужністю, так і технічними обмеженнями ранніх атомних боєприпасів. Проте ще 1945 року військові США почали розглядати можливості застосування руйнівної потужності ядерної зброї для вирішення тактичних завдань, наприклад, прориву зміцненої оборони супротивника. Придушення такої оборони звичайними боєприпасами вимагало тривалої артилерійської підготовки (яка іноді тривала цілими днями), яка видавала ворогу місце атаки, що готується, і дозволяла йому заздалегідь зосередити резерви для протидії. Застосування ядерної зброї дозволяло одним раптовим ударом зруйнувати цілий сектор оборони супротивника і негайно перейти до наступу, повністю заставши ворога зненацька.
У ході планування висадки в Японії американські військові пропонували використовувати ядерні бомби в тактичних цілях для швидкого знищення японської оборони на передбачуваних плацдармах. Друга світова війна завершилася раніше, ніж ці плани могли бути втілені. У 1946 році американці провели серію ядерних випробувань Crossroads, спрямовану на вивчення питання застосування ядерної зброї проти військових кораблів; за результатами цієї операції було зроблено цінні висновки щодо необхідності забезпечення протиатомного захисту та дезактивації бойових одиниць для протидії можливим ядерним ударам. Надалі була проведена серія навчань із застосуванням ядерної зброї, у тому числі з навчальними марш-кидками через область, що зазнала ядерного удару, з підривом справжнього ядерного заряду. Метою цих випробувань було відпрацювати тактику дій в умовах застосування ядерної зброї та ознайомити солдатів із її вражаючим ефектом.
У СРСР перше ядерне випробування було проведено у 1949 році; під час нього вивчалися питання дії ядерної зброї на військову техніку та оборонні споруди. Перші масштабні навчання з підривом справжнього ядерного заряду було проведено на Тоцькому полігоні 1954 року.

### Тактична ядерна зброя в США
Військові США приділяли значну увагу тактичній ядерній зброї, вважаючи її ефективним способом нівелювати значну чисельну перевагу збройних сил ОВД на європейському театрі бойових дій. Оскільки основна частина мобілізаційного потенціалу армії США перебувала за Атлантикою, американські військові виходили з того, що будь-який конфлікт за участю СРСР матиме значну вихідну перевагу в континентальній Європі, яку Союз спробує реалізувати з метою досягти стратегічних успіхів на європейському театрі до того, як європейські армії будуть повністю мобілізовані, а американські — перекинуті через океан.
Ефективним способом нівелювати початкову радянську перевагу в 1950-х вважалася тактична ядерна зброя, яка могла б були застосована як для зриву наступів противника, так і для швидкого прориву фронту та тактичних контрнаступів. У 1950-х роках США мали значну кількісну і якісну перевагу в ядерному арсеналі. Масове розгортання оснащених тактичною ядерною зброєю частин, які вимагають невеликої чисельності персоналу, розглядалося як значно дешевше рішення, ніж оборона Європи з допомогою лише конвенційних збройних сил.
Для застосування безпосередньо поблизу поля бою армією, ВПС та ВМФ США на початку 1950-х років створили перші зразки тактичних атомних бомб (які можна було доставити до мети авіацією поля бою), тактичних ракет з ядерними бойовими частинами та атомних артилерійських снарядів. Особлива увага приділялася невеликим габаритам, простоті обслуговування та високій точності застосування, що дозволяло задіяти подібну зброю поблизу лінії фронту без ризику для своїх військ. Ряд великомасштабних військових навчань з підривом реальних ядерних боєприпасів було проведено для того, щоб вивчити вплив факторів ураження ядерної зброї, її дію на війська, проблеми подолання зараженого простору. На підставі цих даних були розроблені тактичні схеми та прийоми.
У 1950-х роках мініатюризація ядерних боєзарядів дозволила використовувати їх як боєголовки ракет «земля-повітря» та «повітря-повітря». Застосування ядерних зарядів на ракетах цього типу дозволяло ефективно компенсувати недосконалість систем наведення того часу і досягти значної ефективності таких боєприпасів. У цей час для флоту США було створено зразки ядерних глибинних бомб і ядерних торпед задля ефективного ураження підводних човнів.
На рубежі 1960-х років американські збройні сили мали найбільший арсенал тактичної ядерної зброї у світі, що забезпечувало їм ефективний паритет з будь-яким потенційним противником. Подальший розвиток теорії ядерної зброї дозволив досягти низки актуальних удосконалень у галузі ядерних боєприпасів поля бою:
- Загальна мініатюризація та підвищення ефективності ядерних пристроїв призвели до можливості створення артилерійських снарядів для гармат звичайного калібру, а не спеціалізованих великокаліберних «атомних гармат», а також до створення особливо компактних ядерних пристроїв, що переносяться вручну або вистрілюються з піхотних гранатометів.
- З'явилася можливість ретельного калібрування потужності ядерного заряду безпосередньо на полі бою без необхідності створювати різні моделі одного боєприпасу з різною потужністю.
- Основним фактором ураження для тактичної ядерної зброї стало вважатися нейтронне випромінювання, а не ударна хвиля. Багато в чому це пов'язано з широким поширенням бойової техніки, оснащеної протиатомним захистом, і оптимізацією тактики військ на полі бою.

У 1970-х роках зі збільшенням дальності та точності ракетної зброї межі між стратегічними та тактичними ракетами значно розмилися, що спричинило зростання міжнародної напруженості і в результаті — підписання між СРСР і США угод про взаємне зняття з озброєння балістичних ракет малої та середньої дальності незалежно від їх передбачуваного призначення. У період 1970—80-х років збройними силами США було розроблено ряд видів тактичних ядерних боєприпасів на заміну застарілим попереднім моделям. Загалом у 1980-х роках у збройних силах США намітилося зниження інтересу до тактичної ядерної зброї через появу інших способів вирішення відповідних тактичних завдань, зокрема боєприпасів об'ємного вибуху та кластерних боєприпасів.
У 1990-х роках, після розпаду СРСР, арсенал тактичної ядерної зброї США було значно скорочено, зокрема було виведено половину тактичних арсеналів США у Європі. Значний прогрес у галузі систем зв'язку та розвиток високоточної зброї уможливили вирішення завдань на полі бою без застосування ядерних боєприпасів. Було повністю знято з озброєння та демонтовано всі артилерійські ядерні снаряди, боєголовки тактичних ракет. В даний час[коли?] американський арсенал тактичної ядерної зброї підтримується насамперед у вигляді авіаційних бомб вільного падіння, що доставляються тактичною авіацією. Тактична ядерна зброя не є невід'ємною частиною американської бойової доктрини. Однак збройні сили США підтримують значний резерв знятих з озброєння засобів доставки ядерних бойових блоків, які можуть бути використані для оснащення нових видів тактичного озброєння.

### Тактична ядерна зброя в СРСР
Маючи спочатку менші ресурси, СРСР відчував певні труднощі у створенні тактичної ядерної зброї, попри розуміння радянським керівництвом її можливостей. Аж до кінця 1950-х років єдиним типом тактичної ядерної зброї в арсеналі СРСР були авіабомби (першою з яких стала 1954—1956 РДС-4). Зважаючи на відмову промисловості СРСР від створення бомб «гарматного» типу, дорогих і неефективних, але на той момент компактніших, ніж імплозійні, перші зразки радянських ядерних артилерійських снарядів мали жахливі габарити близько 400—410 міліметрів і на озброєння не надійшли. Аналогічні проблеми були характерні й для розробки бойових частин до зенітних і тактичних ракет.
10 жовтня 1957 року пройшли перші випробування радянської торпеди з ядерним бойовим зарядним відділенням. Торпеда 53-58, випущена з підводного човна С-144 (капітан 1-го рангу Г. В. Лазарєв) проекту 613, пройшовши 10 кілометрів, вибухнула на глибині 35 метрів. Результатом її дії стало потоплення всіх кораблів, призначених для випробувань (двох есмінців, двох підводних човнів та двох тральщиків). Стало ясно, що нова зброя може визначити результат не окремого морського бою, а цілої операції. Вже 1958 року Військово-морський флот СРСР використовує торпеду 53-58 з ядерною бойовою частиною РДС-9.
У 1960-х роках СРСР, успішно вирішивши технологічні проблеми, використав широку гаму різних тактичних боєприпасів, включаючи артилерійські снаряди до гармат звичайного калібру, боєголовки тактичних та протиповітряних ракет, а також бойові частини для протикорабельних крилатих ракет. До кінця 1960-х років тактичний ядерний арсенал СРСР посідав друге місце у світі після американського. Дефіцит інформації щодо конкретних типів тактичних ядерних боєприпасів не дає встановити точні характеристики та тенденції їхнього розвитку. У доктрині СРСР тактична зброя посідала важливе місце як засіб швидкого розвитку успіху наступальних операцій та перешкоджання операціям з боку противника.

### Тактична ядерна зброя в інших країнах
За деякими оцінками, Пакистан може розробляти тактичну ядерну зброю.
Є підозра, що в Криму Чорноморський флот Росії завжди негласно мав тактичну ядерну зброю, її роль у подіях 2014 року невідома.

## Види тактичної ядерної зброї

### Авіаційні бомби
До тактичних зазвичай відносяться авіаційні ядерні бомби, призначені для застосування авіацією поля бою — винищувачами-бомбардувальниками та фронтовими бомбардувальниками — здатними, на відміну від стратегічної авіації, забезпечити скидання тактичної ядерної зброї з високою точністю, необхідною для застосування поблизу лінії фронту. Еквівалент тактичних ядерних бомб зазвичай варіює від кілотонни і до сотень кілотон; однак відомі тактичні ядерні бомби як субкілотонного, і мегатонного еквівалента.
Найбільш масовим тактичним носієм є винищувач-бомбардувальник F-16 з радіусом дії 930 км, оснащений однією авіабомбою B61.
На озброєнні авіаносної авіації та авіації морської піхоти стоять штурмовики А-6Е з радіусом 1250 км, що несуть на собі по 3 бомби В-61, та багатоцільові літаки F/А-18 з радіусом 850 км, оснащені двома такими ж бомбами.
У 2014 р. ВПС США випробували керовану модифікацію B61-12 ядерної бомби B61, призначеної для скидання з особливою точністю та ураження добре захищених об'єктів. Очікується інтеграція цього варіанта на літаках США та країн НАТО, зокрема F-16 A/B/C/D, PA-200 Tornado, F-15E, F-35B, LRS-B, B2-A. Модифікації B61 можуть належати до стратегічного або тактичного озброєння.

### Артилерійські снаряди
Ядерні артилерійські снаряди з'явилися на початку 1950-х років як засіб застосування ядерної зброї з високою точністю безпосередньо на лінії фронту. Авіація на той час ще не могла забезпечити скидання ядерних бомб із достатньою точністю, щоб застосовувати їх поблизу дружніх військ; ракетна зброя була ще недостатньо надійною і також мала незадовільну точність. Проблема була вирішена шляхом створення ядерних боєприпасів, що є досить компактними для розміщення в корпусі артилерійського снаряда.
Спочатку системи запуску були спеціалізованими великокаліберними системами. Проте на початку 1960-х рр. вдалося створити ядерні снаряди, що застосовуються артилерією звичайного калібру. Ядерні снаряди розглядалися як цінне доповнення до звичайної артилерії, здатне якісно збільшити її можливості та ефективність дій проти оборонних порядків ворога, його військ та тилових об'єктів, а також у контрбатарейній боротьбі. Зазвичай ядерна артилерія розгорталася на дивізійному та полковому рівні; у 1961—1971 рр. армія США створила тактичну ядерну зброю батальйонного рівня у вигляді безвідкатної зброї «Деві Крокетт», здатної стріляти надкаліберним субкілотонним ядерним снарядом W54.

### Тактичні ракети
Ядерні боєголовки широко застосовувалися для оснащення ракет «земля-земля» та «земля-повітря», зокрема і тактичного застосування. Перші зразки тактичних балістичних і тактичних крилатих ракет було створено ще 1950-х рр.; надалі саме оперативно-тактичні ракети становили основу арсеналу тактичної ядерної зброї. До їхніх переваг належить висока точність, мобільність і значна дальність дії, що дозволяє застосовувати їх як для ураження об'єктів на лінії фронту, так і в ближньому тилу противника.
Проблемою тактичної ракетної зброї є складність її диференціації від стратегічної. Зростання точності боєприпасів у 1970-х роках дозволило застосовувати в тактичних цілях як ОТРК, так і БРМД і навіть БРСД.
В СРСР з 1950-х і до 1980-х років ядерними бойовими частинами оснащувалися деякі протикорабельні крилаті ракети. В інших країнах розробки ядерних протикорабельних ракет робилися неодноразово, але з причин переважно економічного характеру не були доведені до практичного результату.

### Зенітні ракети та ракети «повітря-повітря»
Тактична ядерна зброя є також ефективним способом боротьби з літаками та крилатими ракетами супротивника. Значний радіус ураження ядерної боєголовки компенсує будь-який мислимий промах, зводить нанівець ефективність засобів радіоелектронної боротьби і дозволяє знищити одним ударом кілька літаків у щільному формуванні. Першим у світі зенітним ядерним комплексом став американський MIM-14 Nike-Hercules ; надалі подібні види боєприпасу було створено й у СРСР. Ядерні бойові частини використовувалися також корабельними зенітними ракетами, переважно як засіб гарантованого ураження надзвукових протикорабельних ракет.
У 1950-х роках у США також було створено зразки атомних ракет «повітря-повітря». Компактні системи наведення, необхідні для створення керованих ракет класу «повітря-повітря», тоді були недостатньо надійні, й інженери розраховували компенсувати помилки наведення застосуванням ядерної боєголовки. На озброєння були взяті два зразки такої зброї: некерована ракета AIR-2 Genie та керована ракета AIM-26 Falcon. Друга була на озброєнні недовго, але перша залишалася в арсеналі до 1984 року.

### Протиракети
Ядерні боєголовки на протиракетах спочатку розглядалися як ефективний засіб перехоплення бойових частин балістичних ракет противника. Оскільки точність електронної апаратури 1950—1970-х років не дозволяла гарантувати прямого влучення в боєголовку балістичної ракети, ядерна бойова частина з її великим радіусом ураження була єдиним надійним способом перехоплення балістичної цілі.
Оскільки перехоплення балістичних ракет передбачалося робити за межами атмосфери, то основним чинником ураження мав стати нейтронний потік. Нейтронне випромінювання від детонації боєголовки протиракети пронизувало боєголовку ракети супротивника, виводячи з ладу електронну апаратуру та нагріваючи ядерне паливо всередині до руйнування. Надалі були створені термоядерні бойові частини із збільшеним виходом рентгенівського випромінювання, яке випаровувало та руйнувало саму конструкцію боєголовки супротивника.
Наразі ядерні бойові частини на протиракетах не вважаються перспективними. Розвиток електроніки дозволив забезпечити пряме попадання протиракетою в боєголовку супротивника. Крім того, висотні ядерні вибухи протиракет створювали перешкоди своїм же радарам, ускладнюючи подальші перехоплення.

### Інженерні фугаси
Див. Спеціальний ядерний фугас
У 1960-х роках як у США, так і в СРСР було розроблено ряд типів інженерних ядерних зарядів, призначених для закладки та подальшого підриву на позиції. Подібні заряди передбачалося використовувати як в інженерних цілях (як особливо потужний еквівалент звичайних інженерних зарядів), так і бойових (як своєрідні ядерні міни). Деякі заряди такого типу були виконані переносними та могли бути використані спеціальними підрозділами для проведення диверсій у тилах супротивника.

### Підводні атомні заряди
Як США, так і СРСР розробили значну кількість ядерних зарядів, пристосованих для підводного застосування — як бойових частин торпед, глибинних бомб, якірних і донних мін, призначених для знищення кораблів і підводних човнів ворога.

## Проблема класифікації
Не існує однозначного та вичерпного визначення, яку ядерну зброю слід вважати тактичною. Грань між тактичною та стратегічною зброєю дуже умовна і може змінюватися залежно від умов застосування. Робилися спроби класифікувати тактичну ядерну зброю за такими параметрами:
- Потужність — загалом тактична ядерна зброя зазвичай менш потужна, ніж стратегічна (що обумовлено можливістю застосування поблизу лінії фронту, тобто біля дружніх об'єктів). Однак, ця класифікація не є вичерпною, оскільки більшість видів сучасної ядерної зброї мають варіабельну потужність. Так, наприклад, американська ядерна бомба B61, що вважається тактичною, має еквівалент від 0,3 і до 340 кілотонн — більше, ніж боєголовка W87, яку вважають стратегічною.
- Носій — передбачається, що тактична ядерна зброя має розгортатися на носіях, не призначених для дій на великих дистанціях близько тисячі кілометрів. Проте через значну уніфікованість сучасних видів озброєнь немає принципових перешкод до встановлення тактичних ядерних боєприпасів на стратегічні носії — наприклад, до підвіски тактичних ядерних бомб під стратегічні бомбардувальники. Крім цього збільшення дальності дії тактичної авіації, можливість дозаправлення у повітрі та поява далекобійних крилатих ракет, що запускаються з тактичних літаків, значною мірою стерли межу між стратегічними та тактичними носіями.
- Призначення — передбачається, що тактична ядерна зброя призначена для застосування поблизу лінії фронту і в ближньому тилу ворога, а стратегічна — для поразки глибокого тилу ворога. Проте формальне призначення не перешкоджає застосуванню тактичної зброї у стратегічних цілях (наприклад, озброєння стратегічного бомбардувальника тактичними бомбами), так само як і застосуванню стратегічної зброї у тактичних цілях (наприклад, завдання удару БРПЧ по важливому прифронтовому аеродрому).
- Точність — для тактичної ядерної зброї точність є ключовим параметром, оскільки така зброя створюється, виходячи з можливості її застосування у безпосередній близькості від своїх військ. Для стратегічної зброї ці вимоги зазвичай менш актуальні, оскільки стратегічна зброя застосовується далеко від дружніх об'єктів. Проте загальне підвищення точності ядерної зброї у 1980-х призвело до того, що межа між тактичною та стратегічною практично стерлася.

У зв'язку з цим, існують складнощі у формуванні міжнародних угод про тактичну ядерну зброю, оскільки не цілком зрозуміло, як її точно визначити. Однозначно тактичною ядерною зброєю можна вважати тільки ядерні протиракети, які не мають термозахисних обтічників (тобто не здатні до повторного входу в атмосферу) та ядерні глибинні бомби, призначені для боротьби з підводними човнами.